# Шарлмањ (Квебек)
Шарлмањ (фр. Charlemagne) је град у Канади у покрајини Квебек. Према резултатима пописа 2011. у граду је живело 5.853 становника.

## Становништво
Према резултатима пописа становништва из 2011. у граду је живело 5.853 становника, што је за 4,6% више у односу на попис из 2006. када је регистровано 5.594 житеља.
| 2006. | 2011. |
| ----- | ----- |
| 5.594 | 5.853 |